# Corina Hossmann
Corina Hossmann (13 agosto 1976) è un'ex sciatrice alpina svizzera.

## Biografia
La Hossmann, originaria di Trimmis, esordì in Coppa Europa il 17 dicembre 1994 a Gressoney-La-Trinité in slalom speciale (36ª) e in Coppa del Mondo il 25 gennaio 1998 a Cortina d'Ampezzo in slalom gigante, senza completare la prova; pochi giorni dopo, il 28 gennaio, conquistò a Falcade in slalom gigante il suo unico podio in Coppa Europa (2ª). In Coppa del Mondo ottenne il miglior piazzamento il 24 ottobre 1998 a Sölden in slalom gigante (29ª) e prese per l'ultima volta il via il 12 febbraio 2000 a Santa Caterina Valfurva in slalom speciale, senza completare la prova; si ritirò al termine di quella stessa stagione 1999-2000 e la sua ultima gara fu uno slalom gigante FIS disputato il 15 aprile a Scuol. Non prese parte a rassegne olimpiche o iridate.

## Palmarès

### Coppa del Mondo
- Miglior piazzamento in classifica generale: 120ª nel 1999

### Coppa Europa
- 1 podio:
  - 1 secondo posto

### Campionati svizzeri
- 1 medaglia:
  - 1 bronzo (slalom speciale nel 1999)